# Stefanie Böhler
Stefanie Böhler (Bad Säckingen, 27 febbraio 1981) è un'ex fondista tedesca.

## Biografia
In Coppa del Mondo ha esordito il 27 dicembre 2001 a Garmisch-Partenkirchen (27ª), ha ottenuto il primo podio il 26 gennaio 2003 a Oberhof (3ª) e la prima vittoria il 17 dicembre 2006 a La Clusaz.
In carriera ha preso parte a quattro edizioni dei Giochi olimpici invernali, Torino 2006 (38ª nella 10 km, 20ª nella 30 km, 20ª nella sprint, 28ª nell'inseguimento, 2ª nella staffetta), Vancouver 2010 (23ª nella 10 km, 17ª nella 30 km, 35ª nell'inseguimento), Soči 2014 (6ª nella 10 km, 33ª nello skiathlon, 4ª nella sprint a squadre, 3ª nella staffetta) e Pyeongchang 2018 (25ª nella 10 km, 16ª nella 30 km, 25ª nello skiathlon, 6ª nella staffetta), e a sette dei Campionati mondiali, vincendo una medaglia.

## Palmarès

### Olimpiadi
- 2 medaglie:
  - 1 argento (staffetta a Torino 2006)
  - 1 bronzo (staffetta a Soči 2014)

### Mondiali
- 1 medaglia:
  - 1 argento (staffetta a Sapporo 2007)

### Mondiali juniores
- 2 medaglie[1]:
  - 2 argenti (staffetta a Szklarska Poręba 2001; staffetta a Sollefteå 2003)

### Coppa del Mondo
- Miglior piazzamento in classifica generale: 11ª nel 2015
- 18 podi (2 individuali, 16 a squadre):
  - 3 vittorie (a squadre)
  - 9 secondi posti (a squadre)
  - 6 terzi posti (2 individuali, 4 a squadre)

#### Coppa del Mondo - vittorie
| Data             | Località  | Nazione | Spec.                                                               |
| ---------------- | --------- | ------- | ------------------------------------------------------------------- |
| 17 dicembre 2006 | La Clusaz | Francia | 4x5 km (con Viola Bauer, Claudia Nystad ed Evi Sachenbacher-Stehle) |
| 25 marzo 2007    | Falun     | Svezia  | 4x5 km (con Viola Bauer, Claudia Nystad ed Evi Sachenbacher-Stehle) |
| 24 gennaio 2010  | Rybinsk   | Russia  | TS TL (con Evi Sachenbacher-Stehle)                                 |

Legenda:

TL = tecnica libera

TS = sprint a squadre